# Maqam
El maqam arábico (en árabe: maqām, مقام; -- pl. maqāmāt مقامات o maqams; en español: rango) es el sistema de modos melódicos usado en la música árabe tradicional.
El maqam arábico es un tipo de melodía y una herramienta de improvisación que define alturas, patrones y desarrollo de una pieza de música, los cuales serán únicos a la "música culta" árabe.

## Escalas
Existen más de setenta escalas heptatónicas para maqams. Cada maqam es construido en una escala, y lleva una tradición que define sus frases habituales, notas importantes, desarrollo melódico y modulación. Tanto las composiciones como las improvisaciones en la música tradicional árabe están basadas en el sistema maqam. Los maqams pueden ser interpretados, ya sea con línea vocal, ya con instrumental, y no incluyen el componente rítmico. 
Las escalas de maqam están hechas de series más pequeñas de notas consecutivas que tienen una melodía reconocible y expresan un ambiente distintivo. Tales series son llamadas jins (pl. ajnas), que significan género o tipo. En la mayoría de los casos un jins está hecho de 4 notas consecutivas (tetracordio), aunque los ajnas de 3 notas consecutivas (tricordio) o de 5 (pentacordio) también existen.
| Ajam (عجم) tricordio, comenzando en B♭                                         | Bayati (بياتي) tetracordio, comenzando en D                                           | Hijaz (حجاز) tetracordio, comenzando en D   |
| Kurd (كرد) tetracordio, comenzando en D, idéntido al tetracordio frigio griego | Nahawand (نهاوند) tetracordio, comenzando en C, idéntido al tetracordio dórico griego | Nikriz (نكريز) pentacordio, comenzando en C |
| Rast (راست) tetracordio, comenzando en C                                       | Saba (صبا) tetracordio, comenzando en D                                               | Sikah (سيكاه) tricordio, comenzando en E    |